# Asphondylia punica
Asphondylia punica är en tvåvingeart som beskrevs av Élie Marchal 1897. Asphondylia punica ingår i släktet Asphondylia och familjen gallmyggor. Inga underarter finns listade i Catalogue of Life.